# Renée Kapitein
Renée Kapitein (1987) is een Nederlands schrijver en podcastmaker. Ze schrijft korte verhalen, sketch comedy en scenario's.

## Biografie
Kapitein groeide op in Watergang. Ze behaalde haar gymnasiumdiploma in 2005 aan het Montessori Lyceum Amsterdam en studeerde vervolgens aan de Hogeschool voor de Kunsten in Utrecht in de richting Writing for Performance. Ondertussen studeerde ze nog een jaar aan de Universiteit van Amsterdam, richting Russische en Slavische studies. Deze opleiding maakte ze echter niet af. Ze combineert het schrijversvak met werk in de horeca.
In 2020 verscheen de debuutroman van Kapitein, genaamd Waarom We Huizen Bouwen. In 2023 verscheen haar tweede boek onder de naam Café Morgen, waarin ze de perikelen van haar werk als barvrouw verwerkt. Naast haar schrijf- en barwerk maakt Kapitein ook podcasts.

## Trivia
In 2023 deed Kapitein mee aan De Slimste Mens, waarin ze de finaleweek haalde. Ze eindigde als vierde.
- Gemeinsame Normdatei: 1216909709
- International Standard Name Identifier: 0000 0004 8357 5474
- Nederlandse Thesaurus van Auteursnamen: 426484770
- Virtual International Authority File: 16159335194812960820
- WorldCat: E39PCjM7BtpCGPxwFC3k4Qc7H3